# Justizvollzugsanstalt Wriezen
Die Justizvollzugsanstalt Wriezen (abgekürzt JVA Wriezen) ist eine Justizvollzugsanstalt des Landes Brandenburg in Wriezen. Sie ist eine Teilanstalt der JVA Nord-Brandenburg. In dem Gefängnis sind jugendliche und heranwachsende Straftäter untergebracht.

## Geschichte
Das Gefängnis wurde 1970 als Jugendstrafanstalt Wriezen eröffnet und 1977 in „Jugendhaus Wriezen“ umbenannt. Diesen Namen trug es bis Anfang der 1990er Jahre. Aufgrund von Teilsanierungsmaßnahmen war das Gefängnis von 1992 bis 1995 geschlossen und wurde danach als „Justizvollzugsanstalt Wriezen“ wieder eröffnet. 2002 wurde die JVA Oranienburg mit der JVA Wriezen zusammengelegt und zu einer Teilanstalt umgewidmet. 2004 wurden das Hafthaus 2 und der Verwaltungstrakt neu errichtet sowie die Teilanstalt in Oranienburg nach Abschluss der Baumaßnahmen geschlossen und abgerissen, um Platz zu machen für den Erweiterungsbau des Amtsgerichts Oranienburg.

## Zuständigkeit
In der JVA Wriezen verbüßen jugendliche und heranwachsende Strafgefangene im geschlossenen Vollzug ihre Freiheitsstrafe von sechs Monaten bis zu zehn Jahren. Weiterhin sitzen hier schulpflichtige Untersuchungshäftlinge ein. Es ist in Brandenburg die einzige Justizvollzugsanstalt für jugendliche Gefangene.
Des Weiteren gibt es 30 Haftplätze im offenen Vollzug.

## Personal
In der JVA Wriezen sind zurzeit 112 Mitarbeiter, davon 82 des allgemeinen Vollzugsdienstes beschäftigt. Weiterhin stehen drei Psychologen, drei Pädagogen und fünf Sozialarbeiter für die fachorientierte Betreuung der Gefangenen bereit.

## Gefangenenbetreuung
Für die jugendlichen und heranwachsenden Gefangenen besteht die Möglichkeit, einen Abschluss der zehnklassigen Regelschule zu erwerben. Weiterhin kann man hier berufsvorbereitende Maßnahmen ergreifen oder eine Berufsausbildung als Ausbaufacharbeiter, Maler/Lackierer, Tischler oder Garten- und Landschaftsbauer machen.